# Les Nuits du Blues
 (novembre 2013).
Si vous disposez d'ouvrages ou d'articles de référence ou si vous connaissez des sites web de qualité traitant du thème abordé ici, merci de compléter l'article en donnant les références utiles à sa vérifiabilité et en les liant à la section « Notes et références ».
 (octobre 2017).
Les Nuits du blues est un festival de musique blues ayant lieu chaque année depuis 20 ans[C'est-à-dire ?] à Abbeville, généralement au mois de mars.

## Programmation

### 12eédition
Elliott Murphy 

### 13eédition
Du 17 au 25 mars 2007.
Artistes et groupes présents: 
- Mudcat (17 mars)
- Stincky Lou & The Goon Mat (17 mars)
- Deitra Farr (23 mars)
- Grana Louise (23 mars)
- The Yardbirds (23 mars)
- Zora Young (23 mars)
- Sherman Robertson (24 mars)
- Steve Verbeke (24 mars)
- Sergent Pepere (25 mars)

### 14eédition
Du 15 au 21 mars 2008.
Artistes et groupes présents: 
- Billy Branch (15 mars)
- Bo Weavil (15 mars)
- Tony Joe White (21 mars)
- Washboard Chaz (21 mars)

### 15eédition
Du 10 au 21 mars 2009.
Artistes et groupes présents: 
Concerts off :
- Honeymen (10, 11 et 12 mars)
- Broken Back Daddy.

GérardConcerts :
- Roland Tchakounté (14 mars)
- Awek blues band (14 mars)
- Martin Harley (21 mars)
- The animals (21 mars)

### 16eédition
Du 9 au 21 mars 2010.
Artistes et groupes présents : 
- Blues Eaters (12 mars)
- Johnny Winter (12 mars)
- Irish night legend (13 mars)
- Taste, Erci Bell Trio, Pat Mac Manus Band, Andy Powell (13 mars)
- Ian Siegal (20 mars)
- Eric Bibb (20 mars)

### 17eédition
Mars 2011 : 
Artistes et groupes présents : 
- Bad Karma (25 mars)
- Weird Soul (25 mars)

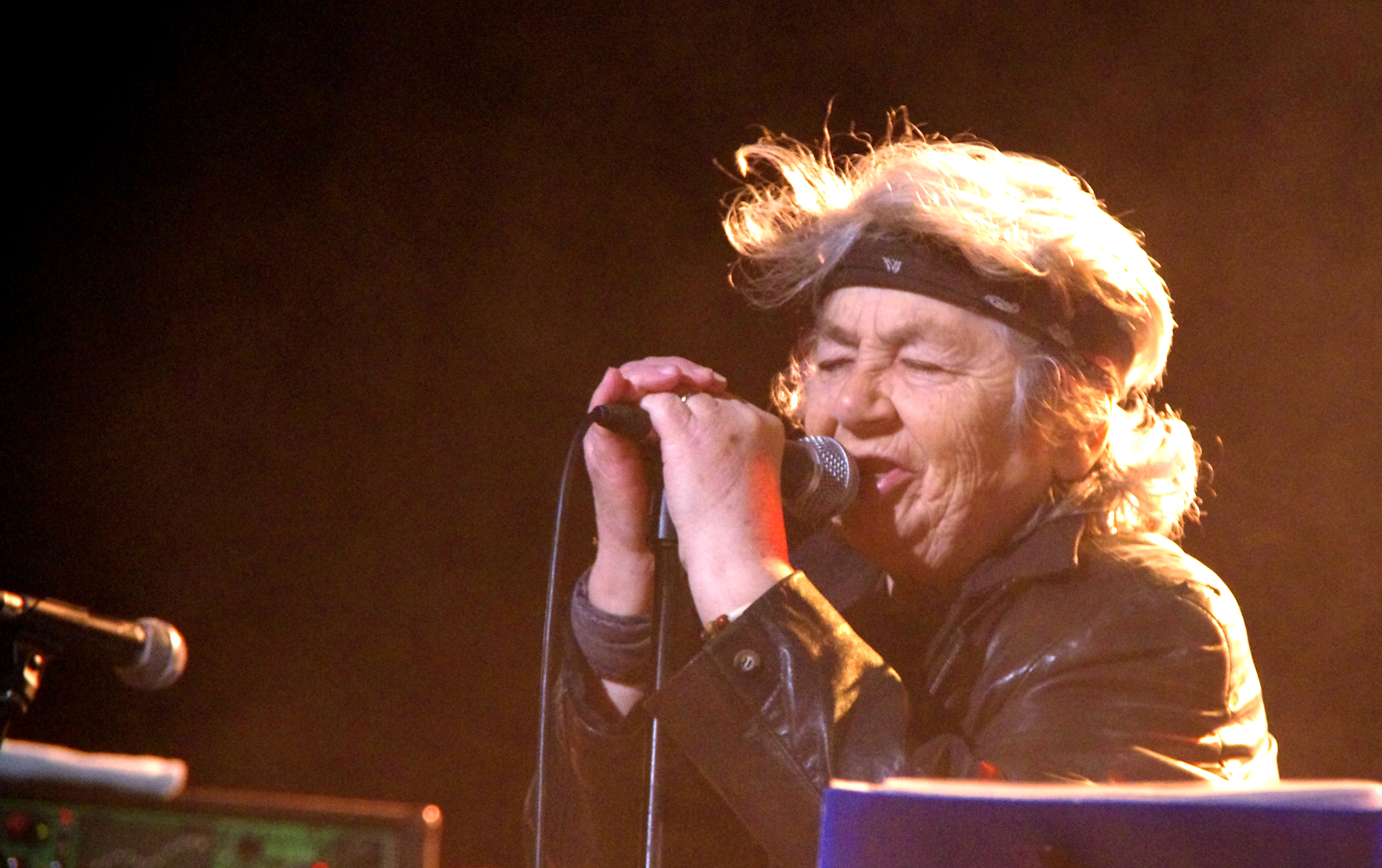
Abbeville (26 mars 2011) Little Bob Blues Bastards (Théâtre municipal) 006

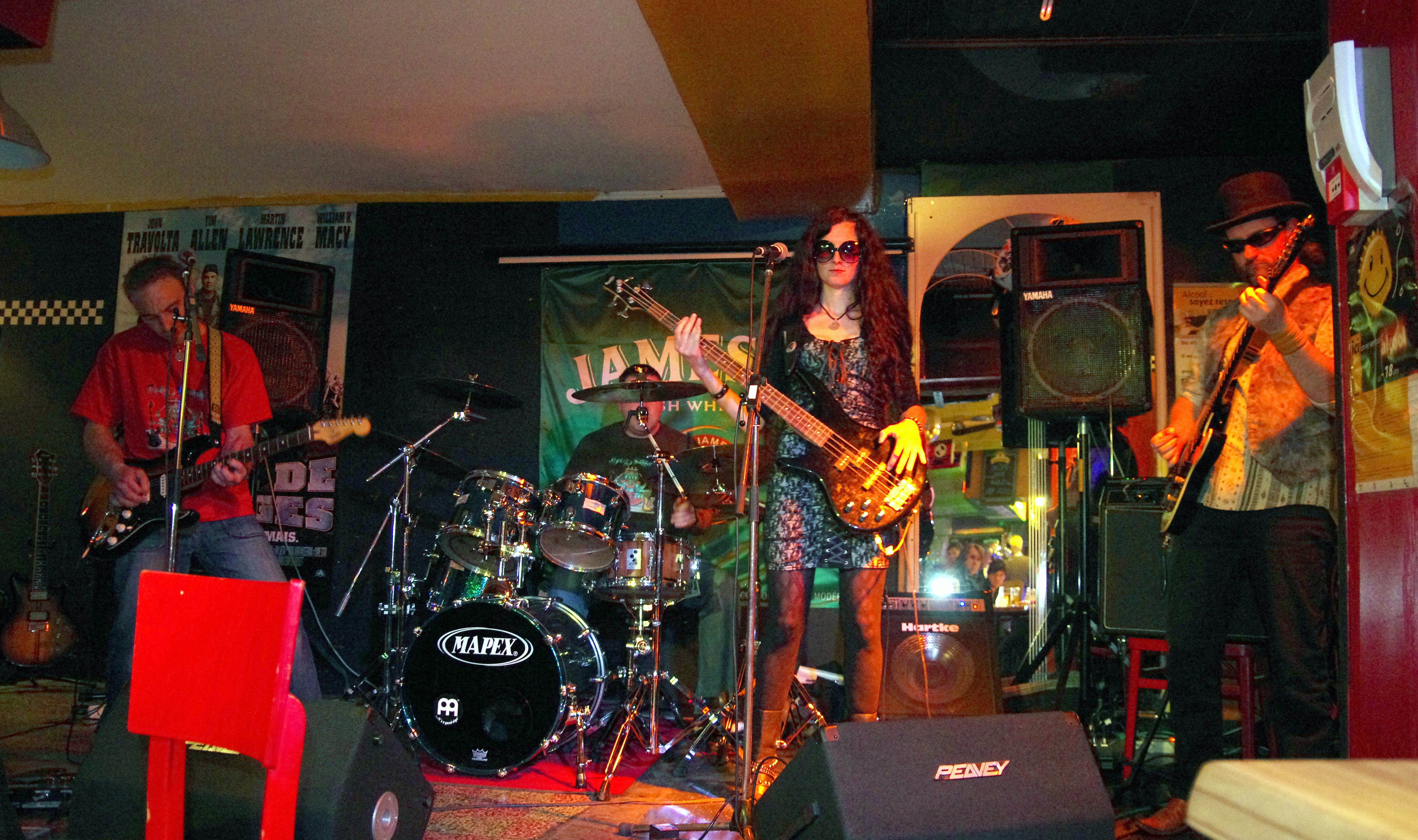
Abbeville (25 mars 2011) Nuits du Blues - Bad Karma 005

- Little Bob Blues Bastards (26 mars)
- Black Cat Joe (26 mars)
- Miss Corina (26 mars)

### 18eédition
Du 16 au 24 mars 2012.
Artistes et groupes présents : 
- Fiona Boyes (17 mars)
- Shemekia Copeland (17 mars)
- Charles Pasi (23 mars)
- Larry Mc Cray (23 mars)
- Peter Nathanson (24 mars)
- Lucky Peterson (24 mars)

Et dans le off, le trio Talaho (22, 23 et 24 mars)

### 19eédition
Du 14 au 24 mars 2013.
Artistes et groupes présents :
En concert Off :
- MCR Blues (15,17 et 22 mars)
- Plaxmol Blues Band (8,22 et 23 mars)
- Black Cat Joe et Miss Corina (19 et 23 mars)
- The Subway Cowboy (16 mars)
- Chicago Jam (19 mars et 20 mars)
- Talaho (19, 21, 22 et 23 mars)
- Broken Back Daddy (23 mars)

En concert : 
- Neal Black (15 mars)
- Mud Morganfield (16 mars)
- Heritage Blues Orchestra (23 mars)
- Shar Baby (16 mars)
- Johny Madness (14 mars)
- Francesco Piu (15 mars)
- Boppin Tony & MIG (23 mars)
- Azzedeen (14 mars)

### 20eédition
Du 13 au 23 mars 2014,. 
Programme :
- Samedi 15 mars : 
  - Leadfoot Rivet (Concert)
  - Zachary Richard (Concert)
- Mardi 18 mars :
  - Jacques Garcia et Lenny Lafargue (Conférence)
- Jeudi 20 mars :
  - Cisco Herzhaft (Création de son nouveau spectacle sur l'histoire du blues)
- Vendredi 21 mars : 
  - Cisco Herzhaft (Spectacle Jeune Public)
  - Talaho (Master Class)
- Samedi 22 mars : 
  - Talaho (Master Class)
  - Talaho (Concert)
  - C.J Chenier (Concert)

- Dimanche 23 mars :
  - Big Daddy Wilson (Concert)
  - Roy Rogers (Concert)

### 21eédition
Du 23 mars au 4 avril 2015.
Artistes et groupes présents : 
En concert Off :
- MCR Blues
- Plaxmol Blues Band
- Black Cat Joe et Miss Corina
- Ketamine
- Hot Chickens
- Weird Souls
- Asa Band

En concert : 
- Candy Kane Band
- Coco Montoya
- Vocal Songs
- Robyn Bennett
- Ron Hacker
- Sugar Thieves
- Talaho
- Babajack